# O Pecado de Cada Um
O Pecado de cada um foi uma telenovela escrita e dirigida por Wanda Kosmo, baseado em um original cubano de Carmem Arteche. Foi apresentada pela TV Tupi de 22 de outubro de 1965 a 28 de fevereiro de 1966, no horário das 19h.

## Sinopse
Numa família tradicional, as divergências de dois irmãos causam dramas que a levam a um misterioso assassinato.

## Elenco
- Francisco Cuoco .... Daniel
- Luiz Gustavo ....  Fernando
- Patrícia Mayo .... Virgínia
- Rita Cléos .... Lucrécia
- Débora Duarte
- Xisto Guzzi
- Clenira Michel
- Paulo Pereira